# 東京都水の科学館
東京都水の科学館（とうきょうとみずのかがくかん）は、東京都江東区有明にある東京都水道局が運営する水に関する科学館である。なお、ここでは併設している有明給水所についても紹介する。

## 館内の施設・特徴
- 本物の給水所である、有明給水所へ案内する「アクア・ツアー」
- シアターを上映し、水の姿を知る「アクア・シアター」
- デモンストレーションを通じて水の秘密を探る「アクア・ラボラトリー」
- 外には芝生があり、そこで休憩することもできる。

### 有明給水所
- 浄水場で作った水道水を江東区有明地区2万世帯に届ける、有明給水所。東京都水の科学館の地下にあり、地下1階から地下4階まである。
- 水道水を貯めておく配水池の容量は2万立方メートルで、災害時には応急給水拠点となる。各家庭の蛇口に水道水を送り出すポンプは、最大で1分間に58立方メートルの水を送ることができる。

## アクセス
- ゆりかもめ東京ビッグサイト駅から徒歩8分。
- りんかい線国際展示場駅下車徒歩8分
- 都営バス
  - 武蔵野大学前 下車徒歩3分
  - 東16系統 東京駅八重洲口発→東京ビッグサイト行
  - 都05系統 東京駅丸の内南口発→ビッグサイト行

## 周辺
- シンボルプロムナード公園
- 夢の大橋
- 水の広場公園
- 武蔵野大学有明キャンパス
- 東京都虹の下水道館